# 热带风暴西普里安
强烈热带风暴西普里安（英語：Severe Tropical Storm Cyprien，命名：08）于2001年12月30日形成，是一场持续时间很短，对马达加斯加构成轻度破坏的热带气旋。由于外界环境总体有利，系统迅速增强，于2002年1月2日达到风力时速100公里的最高强度（法国气象局数据，联合台风警报中心的数据则是95公里）。这天下午，风暴略有减弱并登陆穆龙贝，最后在1月3日清晨消散。热带风暴西普里安一共摧毁了957套建筑物损失总额约为11.6亿马达加斯加法郎（相当于2002年的18万1000美元）。这场灾难没有造成人员丧生，但有两人失踪。

## 气象历史
12月26日，一股冷锋从莫桑比克离开非洲东南部进入莫桑比克海峡。到达开放水域上空后，冷锋发展出对流区，并于12月27日在海岸沿线内陆上空发展出环流。冷锋消散后，环流仍然存在，并形成明显的低气压区。虽然系统所处海域的风切变较多，但由于散度适宜，对流仍然能够继续发展。12月30日，西南印度洋区域专责气象中心法国气象局将系统归类为热带扰动。接下来的两天时间里，对流的结构逐渐改善，12月31日开始有带状特征发展出来。法国气象局在这天将热带扰动升级成热带低气压，协调世界时上午9点左右，联合台风警报中心发布热带气旋形成警报。由于风切变逐渐减退，并且有适中的外流促进发展，系统增强成热带风暴。
2002年1月1日，联合台风警报中心将低气压升级成热带风暴，并将其命名为第08号热带气旋。风暴快速增强，过了不久就由法国气象局于早上6点升级成中等强度热带风暴，马达加斯加气象局也在这时将其命名为“西普里安”（Cyprien）。由于受到中到上层亚热带高气压的影响，气旋总体保持以每小时16公里的速度向东移动。风暴获名数小时后，联合台风警报中心估计西普里安已经达到1分钟持续风速每小时95公里的最高强度。1月2日清晨的卫星数据表明，系统风力时速达到100公里，法国气象局因此把西普里安升级成强烈热带风暴，其10分钟持续风速最高达到100公里。这时其中心气压已降至980毫巴（百帕）。
1月2日下午，由于北面的高压脊、中等到较强的西风带，以及逐渐逼近的中纬度低压槽共同影响，强烈热带风暴西普里安开始转朝西南方向移动。气旋略有减弱，然后以最大持续风速每小时85公里强度从穆龙贝登陆。接下来由于风切变增多，并且与陆地间相互影响，系统中的深层对流开始移位至环流中心以东。1月3日，法国气象局和联合台风警报中心都把西普里安降级成热带低气压，但还是有部分地区报告存在烈风强度大风。气旋在陆地上空转向东北，于1月3日下午逐渐消散。

## 影响和余波
形成热带风暴西普里安的冷锋在莫桑比克产生暴雨，贝拉的降雨量有92毫米。
由于风暴强度较弱，因此马达加斯加西南部所受破坏损失只达到中等。西普里安产生的阵风时速最高达到180公里。该国普降暴雨，最高降雨量达232毫米。穆龙贝受灾最为严重，市内共有900人受风暴影响，还有2人失踪。风暴过后所做的评估表明，该市有180套民房和16幢政府大楼被西普里安摧毁。当地所受损失数额约为11亿马达加斯加法郎（相当于2002年的17万2507美元）。穆龙贝以北的穆龙达瓦市也受到严重破坏，约1000人受灾，661套民宅被毁。许多房屋被洪水淹没。官员提供的报告表明，洪灾一直持续到1月9日，该市所受破坏价值约6000万马达加斯加法郎（相当于2002年的9287美元）。整场风暴一共造成了11亿6000万马达加斯加法郎（相当于2002年的18万1000美元）的损失。
风暴过去，马达加斯加政府没有向国际社会请求援助。1月10日，一架载有价值6500万马达加斯加法郎（相当于2002年的1万零62美元）救灾物资的货机飞抵灾区，这些物资包括医疗用品、帐篷和一吨大米，由地方政府发放给受灾居民。政府还发放了卫生用品，防止腹泻和霍乱之类经水传播的疾病爆发。